# Unay (inslagkrater)
Unay is een inslagkrater op de planeet Venus. Unay werd in 1997 genoemd naar Unay, een Mari meisjesnaam.
De krater heeft een diameter van 11,4 kilometer en bevindt zich in het quadrangle Atalanta Planitia (V-4).